# Zach Thornton
Zach Thornton, né le 23 juin 1976 à Edgewood dans l'État du Maryland, est un joueur américain de soccer, qui évoluait au poste de gardien de but.

## Biographie

### Carrière en club
Après son cursus universitaire, en février 1996, le MetroStars sélectionne Zach Thornton dans la huitième ronde (soixante-neuvième choix au total) de la draft inaugurale de la Major League Soccer. Il joue trois matchs de saison régulière. La saison suivante, il dispute trois rencontres de saison régulière, et est prêté aux Imperials de North Jersey qui évoluent en USL où il joue quatre rencontres. 
En novembre 1997, il est repêché à la onzième place par le Fire de Chicago. Lors de sa première saison à Chicago, il joue 25 matchs de saison régulière et cinq de play-off dont la finale de la Coupe MLS remporté 2-0 face au D.C. United. Il gagne le Trophée du gardien de l'année de MLS.
En janvier 2004, il est prêté six mois au Benfica Lisbonne. Il dispute aucune rencontre avec l'équipe première. Il fait son retour à Chicago pour la saison 2005. 
Il est échangé aux Rapids du Colorado le 2 mars 2007, il dispute une rencontre de saison régulière. Puis, en février 2008, il rejoint les Red Bulls de New York en tant que gardien de l'équipe de réserve. 
Il est échangé au Chivas USA le 2 août 2008. Il a fait une impressionnante première saison avec l'équipe, et remporte son deuxième Trophée du gardien de l'année de MLS en 2009. Il se blesse durant la saison 2011 et devient le gardien remplaçant de l'équipe. Il n'est pas prolongé à l'issue de la saison, et annonce la fin de sa carrière sportive après 12 saisons en MLS.
Au cours de sa carrière de joueur, Zach Thornton dispute notamment 282 matchs en MLS,.

### Carrière internationale
Zach Thornton compte 8 sélections avec l'équipe des États-Unis entre 1994 et 2001.
Il est convoqué pour la première fois en équipe des États-Unis par le sélectionneur national Bora Milutinović, pour un match amical contre la Jamaïque le 22 novembre 1994. Il entre à la 69e minute de la rencontre, à la place de Marcus Hahnemann. Le match se solde par une victoire 3-0 des Américains.
Quatre ans plus tard, il fait son retour en sélection le 6 novembre 1998 lors du match amical contre l'Australie (0-0). Il joue quatre matchs l'année suivante.
Il reçoit sa dernière sélection le 9 décembre 2001 contre la Corée du Sud, lors d'un match amical. La rencontre se solde par une défaite 1-0 des Américains. En janvier 2010, il est convoqué pour un match amical contre le Honduras mais n'entre pas en jeu.

### Carrière d'entraîneur
Le 5 juillet 2012, Zach Thornton est nommé entraîneur des gardiens de l'équipe de football masculin des Greyhounds de Loyola. Le 20 août 2012, il est nommé à un poste similaire pour les équipes masculins et féminins aux Blue Jays d'Elizabethtown. Depuis 2015, il est l'entraîneur des gardiens du D.C. United.

## Palmarès

### En club
- Avec le Fire de Chicago
  - Vainqueur de la Coupe MLS en 1998
  - Vainqueur de la MLS Supporters' Shield en 2003
  - Vainqueur de la Coupe des États-Unis en 1998, 2000 et 2003

### Distinctions personnelles
- MLS Best XI en 1998 et 2009
- Trophée du gardien de l'année de MLS en 1998 et 2009

## Statistiques
| Saison                | Club                          | Championnat           | Championnat | Championnat | Championnat | Coupe(s) nationale(s) | Coupe(s) nationale(s) | Coupe(s) nationale(s) | Compétition(s) continentale(s) | Compétition(s) continentale(s) | Compétition(s) continentale(s) | Compétition(s) continentale(s) | Séries | Séries | Séries | États-Unis | États-Unis | États-Unis | Total | Total | Total |
| Saison                | Club                          | Division              | M.          | B.          | P.d.        | M.                    | B.                    | P.d.                  | Comp.                          | M.                             | B.                             | P.d.                           | M.     | B.     | P.d.   | M.         | B.         | P.d.       | M.    | B.    | P.d.  |
| 1994                  |                               | -                     | -           | -           | -           | -                     | -                     | -                     | -                              | -                              | -                              | -                              | -      | -      | -      | 1          | 0          | 0          | 1     | 0     | 0     |
| 1996                  | MetroStars                    | MLS                   | 3           | 0           | 0           | -                     | -                     | -                     | -                              | -                              | -                              | -                              | -      | -      | -      | -          | -          | -          | 3     | 0     | 0     |
| 1997                  | MetroStars                    | MLS                   | 3           | 0           | 0           | -                     | -                     | -                     | -                              | -                              | -                              | -                              | -      | -      | -      | -          | -          | -          | 3     | 0     | 0     |
| 1997                  | North Jersey Imperials (prêt) | USISL D-3 Pro League  | 4           | 0           | 1           | -                     | -                     | -                     | -                              | -                              | -                              | -                              | -      | -      | -      | -          | -          | -          | 4     | 0     | 1     |
| 1998                  | Chicago Fire                  | MLS                   | 25          | 0           | 1           | 3                     | 0                     | 0                     | -                              | -                              | -                              | -                              | 5      | 0      | 0      | 1          | 0          | 0          | 34    | 0     | 1     |
| 1999                  | Chicago Fire                  | MLS                   | 30          | 0           | 0           | 1                     | 0                     | 0                     | CCC                            | 2                              | 0                              | 0                              | 3      | 0      | 1      | 4          | 0          | 0          | 40    | 0     | 1     |
| 2000                  | Chicago Fire                  | MLS                   | 25          | 0           | 0           | 5                     | 0                     | 0                     | -                              | -                              | -                              | -                              | 7      | 0      | 0      | -          | -          | -          | 37    | 0     | 0     |
| 2001                  | Chicago Fire                  | MLS                   | 27          | 0           | 1           | 4                     | 0                     | 0                     | -                              | -                              | -                              | -                              | 6      | 0      | 0      | 2          | 0          | 0          | 39    | 0     | 1     |
| 2002                  | Chicago Fire                  | MLS                   | 27          | 0           | 0           | -                     | -                     | -                     | CCC                            | 4                              | 0                              | 0                              | 3      | 0      | 0      | -          | -          | -          | 34    | 0     | 0     |
| 2003                  | Chicago Fire                  | MLS                   | 30          | 0           | 0           | 3                     | 0                     | 0                     | -                              | -                              | -                              | -                              | 4      | 0      | 1      | -          | -          | -          | 37    | 0     | 1     |
| 2003-2004             | SL Benfica (prêt)             | Primeira Liga         | 0           | 0           | 0           | -                     | -                     | -                     | -                              | -                              | -                              | -                              | -      | -      | -      | -          | -          | -          | 0     | 0     | 0     |
| 2005                  | Chicago Fire                  | MLS                   | 27          | 0           | 0           | 4                     | 0                     | 0                     | -                              | -                              | -                              | -                              | 3      | 0      | 0      | -          | -          | -          | 34    | 0     | 0     |
| 2006                  | Chicago Fire                  | MLS                   | 24          | 0           | 1           | -                     | -                     | -                     | -                              | -                              | -                              | -                              | -      | -      | -      | -          | -          | -          | 24    | 0     | 1     |
| 2007                  | Colorado Rapids               | MLS                   | 1           | 0           | 0           | 3                     | 0                     | 0                     | -                              | -                              | -                              | -                              | -      | -      | -      | -          | -          | -          | 4     | 0     | 0     |
| 2008                  | New York Red Bulls            | MLS                   | 0           | 0           | 0           | 1                     | 0                     | 0                     | -                              | -                              | -                              | -                              | -      | -      | -      | -          | -          | -          | 1     | 0     | 0     |
| 2008                  | Chivas USA                    | MLS                   | 8           | 0           | 0           | -                     | -                     | -                     | LCC                            | 1                              | 0                              | 0                              | 2      | 0      | 0      | -          | -          | -          | 11    | 0     | 0     |
| 2009                  | Chivas USA                    | MLS                   | 27          | 0           | 0           | -                     | -                     | -                     | SL                             | 3                              | 0                              | 0                              | 2      | 0      | 0      | -          | -          | -          | 32    | 0     | 0     |
| 2010                  | Chivas USA                    | MLS                   | 23          | 0           | 0           | 3                     | 0                     | 0                     | -                              | -                              | -                              | -                              | -      | -      | -      | -          | -          | -          | 26    | 0     | 0     |
| 2011                  | Chivas USA                    | MLS                   | 2           | 0           | 0           | -                     | -                     | -                     | -                              | -                              | -                              | -                              | -      | -      | -      | -          | -          | -          | 2     | 0     | 0     |
| Total sur la carrière | Total sur la carrière         | Total sur la carrière | 286         | 0           | 4           | 27                    | 0                     | 0                     | -                              | 10                             | 0                              | 0                              | 35     | 0      | 2      | 8          | 0          | 0          | 366   | 0     | 6     |